# Reichsburg Trifels
Die Burg Trifels ist die nicht originalgetreu teilrestaurierte Ruine einer mittelalterlichen Felsenburg im Pfälzerwald (Rheinland-Pfalz) und der bedeutendste der drei Bestandteile der sogenannten Trifelsgruppe oberhalb der südpfälzischen Stadt Annweiler. Die Burg Trifels ist als Denkmalzone eingestuft und geschütztes Kulturgut nach der Haager Konvention.
Im Hochmittelalter hatte die Burg Trifels zwei Jahrhunderte lang, von 1113 bis wahrscheinlich 1310, den Status einer Reichsburg. Eine teilweise herausragende Rolle spielt sie in der Geschichte der Adelsgeschlechter der Salier, der Staufer, der Wittelsbacher und des Hauses Pfalz-Zweibrücken, das eine Seitenlinie der Wittelsbacher darstellte.
Auf dem Trifels können die Nachbildungen der Reichskleinodien des Heiligen Römischen Reichs besichtigt werden. Die Originale befinden sich im Kunsthistorischen Museum Wien; dort sind sie in der Schatzkammer der Hofburg ausgestellt. Berg und Burg zählen zu den vorrangigen touristischen Ausflugszielen in der Pfalz. Der Trifels ist dort mit über 100.000 Besuchern pro Jahr nach dem Hambacher Schloss (200.000) die am zweithäufigsten frequentierte Burg. Diese Stellung verdankt der Trifels seiner Bedeutung im Mittelalter, besonders während der Stauferzeit im 12. und 13. Jahrhundert. Die Reichsburg war damals für anderthalb Jahrhunderte Mittelpunkt historischer Ereignisse.
Das größte Interesse neben den Reichskleinodien weckt noch heute die Gefangenschaft des englischen Königs Richard Löwenherz, die hinsichtlich des Trifels allerdings nur für eine Zeitspanne von drei Wochen (vom 31. März bis zum 19. April 1193) mit Sicherheit belegt ist. Aus englischer Sicht geschönt und nicht historisch verbürgt wird die Begebenheit in der Blondelsage erzählt, die nicht mit dem Loskauf des Gefangenen, sondern mit seiner gewaltsamen Befreiung endet.

## Geographie

### Lage und Umgebung
- Trifelsgruppe
- Von links: Trifels, Anebos und Scharfenberg
- Von vorn: Trifels, Anebos und Scharfenberg
- Von links: Trifels, Anebos, Burgstall Münzfels, Scharfenberg und Asselstein

Die Höhenburg Trifels auf der Waldgemarkung von Annweiler steht auf einem dreifach gespaltenen Buntsandsteinfelsen, der 145 m lang, 40 m breit und 50 m hoch ist und die Kuppe des 479 m hohen Sonnenbergs bildet. Von dieser steinernen Basis stammt der Name Trifels, was „dreifacher Fels“ bedeutet. Der Sonnenberg ist ein oben abgeflachter Berg, wie er typisch ist für den Wasgau, der aus dem Südteil des Pfälzerwalds und dem östlichen Teil der Nordvogesen besteht.
Der Trifels und seine beiden ruinösen Schwesterburgen Anebos und Scharfenberg (auch „Münz“), die auf zwei Bergkuppen unmittelbar südöstlich der Reichsburg, jedoch auf der Waldgemarkung von Leinsweiler liegen, sind das Wahrzeichen von Annweiler, das sich gut 300 m unterhalb des Trifels im Tal der Queich ausbreitet. Das Wohngebiet von Leinsweiler hingegen erstreckt sich außer Sichtweite der Burgen an der Haardt, die den Ostrand des Pfälzerwalds zur Rheinebene bildet.
Die Gegend bietet auf engem Raum eine Anzahl weiterer Burgen, von denen vor allem die knapp 4 km entfernte Madenburg in engeren Beziehungen zum Trifels stand.

### Gewässer
In den beiden Tälern westlich und östlich der drei Burgen entspringt jeweils ein Bach. Der Bindersbach im Westen ist 2,5 km lang und entwässert 2,3 km². Der Trifelsbach im Osten ist 2,9 km lang und entwässert 2,8 km². Beide Bäche fließen nach Norden und münden in Annweiler – der Bindersbach auf den letzten 500 m verrohrt – von rechts in die Queich, einen linken Nebenfluss des Rheins.

## Anlage
Der Trifels ist teilrestauriert, jedoch überwiegend nicht originalgetreu wieder aufgebaut.
- Treppenaufgänge und Innenansichten
- Treppenaufgang
- Treppenaufgang
- Rittersaal
- Fensteröffnung
- Blick nach Westen

- Burgkapelle
- Altarbereich
- Gewölbe
- Buckelquader
- Chorerker
- Konsolsteine des Chorerkers

- Wasserversorgung
- Brunnentröge
- Salierzeitliche Zisterne
- Stauferzeitlicher Brunnenturm mit Bogenbrücke (ganz rechts)[4]
- Brunnenturm

## Geschichte

### Zeittafel
| Aufstieg     | Aufstieg |
| ------------ | --- |
| 1081         | Erste Erwähnung in einer Schenkungsurkunde |
| 1113         | Reichsburg |
| 1125         | Verwahrung der Reichskleinodien durch Herzog Friedrich von Schwaben nach dem Tod von Kaiser Heinrich V.                                                                           |
| ca. 1190     | Bau des Hauptturms |
| 1193(–1194?) | Gefangenschaft des englischen Königs Richard Löwenherz (→ Bericht über die Gefangennahme und Sage über die Befreiung)                                                             |
| 1194         | Ausgangspunkt des Feldzugs von Kaiser Heinrich VI. gegen die Normannen und anschließend Hort des erbeuteten Normannenschatzes                                                     |
| 1208         | Verwahrung der Reichskleinodien durch den Speyerer Bischof Konrad III. von Scharfenberg, der zugleich Kanzler des Reiches war, nach der Ermordung des Königs Philipp von Schwaben |
| 1219         | Vergabe der Stadtrechte an die Siedlung Annweiler mit Verleihung des Münzrechts zugunsten des Trifels                                                                             |
| ca. 1230     | Zweite Bauphase des Palas, Bau des Brunnenturms und Baubeginn der Ringmauer |
| 1241         | Trifels ist eines der steuerlich ergiebigsten Besitztümer der Krone |
| 1246–98      | Verwahrung der Reichskleinodien |
| Niedergang   | |
| ab 1310      | Verpfändung der Reichsburg an wechselnde Territorialherren |
| ab 1400      | Zunehmender Bedeutungsverlust |
| 1410         | Übertragung an das Herzogtum Pfalz-Zweibrücken |
| 1602         | Zerstörung durch Blitzschlag; Aufgabe und allmählicher Verfall der Burg durch Nutzung als „Steinbruch“ im 18. Jahrhundert                                                         |
| Wiederaufbau | |
| 1841         | Beginn des Wiederaufbaus durch das Königreich Bayern |
| 1866         | Gründung des Trifelsvereins |
| 1935         | Ausgrabung vor dem Hauptturm |
| 1937         | Auftrag des bayerischen Ministerpräsidenten Ludwig Siebert: Ausbau der Burg zu einer „nationalen Weihestätte“                                                                     |
| ab 1938      | Mehrjährige Neubauarbeiten am Palas |
| 1954/55      | Bau des ersten Kastellanshauses und Ergänzung der Ringmauern |
| 1960         | Bau des zweiten Kastellanshauses |
| 1964–66      | Erhöhung des Hauptturms |
| 1973/74      | Einsturz und Neubau der nördlichen Ringmauer |

### Anfänge
Die Burg stammt vermutlich aus dem 11. Jahrhundert, 1081 wurde sie erstmals erwähnt. Damals war sie im Besitz eines Edlen namens Diemar, der im Investiturstreit auf der Seite der Kaisergegner stand. Später zog er sich ins Kloster Hirsau zurück und übertrug den Trifels dem Gegenkönig Hermann von Salm. Diemar entstammte dem Adelsgeschlecht der Reginbodonen, in dessen Hand sich unter anderem die Grafschaft im badischen Ufgau befand. In den Besitz des Trifels sowie der nahen Madenburg soll Diemar durch die Ehe mit einer Schwester des Speyerer Bischofs Johann von Kraichgau aus dem Hause der Zeisolf-Wolframe gelangt sein. Die Mutter Johanns war nach den Speyerer Annalen eine Schwester von Kaiser Heinrich IV., Diemars Frau also eine Nichte des Kaisers.

### Reichsburg
Im Jahr 1112 kam es zum Streit zwischen Kaiser Heinrich V. und seinem vormaligen Freund und Kanzler, dem Mainzer Erzbischof Adalbert von Saarbrücken, um den Besitz von Trifels und Madenburg. Offenbar verfocht Adalbert Erbschaftsinteressen seiner Familie, denn sein Bruder Friedrich war verheiratet mit einer Enkelin Diemars von Trifels und Tochter des reginbodonischen Grafen Dietmar von Selbold-Gelnhausen. 1113 musste Adalbert den Trifels an den Kaiser übergeben und wurde von diesem bis 1115 in Haft genommen, die er zum Teil auf dem Trifels verbrachte.
Prominentester Gefangener auf der Burg Trifels war indessen König Richard I. von England, genannt Richard Löwenherz, der 1192 auf der Heimreise vom Dritten Kreuzzug in Erdberg bei Wien gefangen genommen und 1193 an Kaiser Heinrich VI. ausgeliefert wurde. Der Inhaftierte kam nach fast zwei Jahren, von denen er mindestens drei Wochen, möglicherweise aber auch ein knappes Jahr, auf dem Trifels verbrachte, gegen ein horrendes Lösegeld am 4. Februar 1194 frei. In der Blondelsage wurde die Schmach später in eine ruhmvolle Befreiung des Königs umgedeutet.
Weiterer bedeutender Gefangener war der Kölner Erzbischof Bruno von Sayn, der von 1206 bis 1207 durch König Philipp von Schwaben zunächst auf dem Trifels, später in der Burg Alt-Ems im Vorarlberg festgehalten wurde.
Ob fürstliche Gefangene ihre Haftzeit auf dem Trifels tatsächlich in dem aus dem gewachsenen Fels gehauenen Verlies verbringen mussten, ist fraglich. Eher ist davon auszugehen, dass die Gefangenschaft mehr einer Internierung glich und es den Häftlingen an nichts fehlte, wenn man von der freien Wahl des Aufenthaltsortes absieht.
Im Zeitraum zwischen 1125 und 1298 wurden mehrmals die Reichskleinodien (auch „Reichsinsignien“), also Krone, Reichsapfel und Zepter, auf der Burg aufbewahrt, möglicherweise in der Burgkapelle. Dies geschah meist bei einer Thronvakanz, bis ein neuer Herrscher gewählt war. Eine hervorgehobene Rolle als Wächter der Reichskleinodien spielten zu dieser Zeit die Zisterziensermönche der nahen Abtei Eußerthal, die auf dem Trifels auch den Gottesdienst versahen.

### Niedergang
Gegen Ende der Stauferdynastie im 13. Jahrhundert verlor der Trifels an Bedeutung. Ab 1410 gehörte er zum durch Erbgang entstandenen wittelsbachischen Herzogtum Pfalz-Zweibrücken. 1602 wurde die Burg durch ein Feuer nach einem Blitzschlag größtenteils zerstört. Während der ersten Hälfte des Dreißigjährigen Kriegs diente die Burgruine noch als Zufluchtsstätte, bis sie 1635 nach Ausbruch der Pest endgültig verlassen wurde. Die Burgkapelle war anscheinend auch später noch benutzbar, denn 1786 erhielt dort Freiherr Joseph von Laßberg von seinem Onkel den Ritterschlag. Später wurde die Anlage als Steinbruch missbraucht, das heißt, die Bevölkerung der Umgebung nutzte die roten Sandsteine der Burg zum Häuserbau. Ein Kupferstich aus der Mitte des 18. Jhs. zeigt die Burg als Ruine oberhalb von Annweiler.

### Sanierung
1841 leitete das Königreich Bayern, zu dem die Pfalz seit 1816 gehörte, erste Sanierungsmaßnahmen ein. 1866 wurde der Trifelsverein gegründet, der fortan weiteren Steindiebstahl verhinderte.
Auch die Machthaber in der Zeit des Nationalsozialismus (1933–1945) fanden Gefallen am Trifels und bauten ihn ab 1938 wieder auf. Da über den mittelalterlichen Bauzustand der Burg trotz einer vorausgehenden Ausgrabungskampagne wenig in Erfahrung zu bringen war, wurde der Palas nach Plänen von Rudolf Esterer im Stil süditalienischer Kastellburgen der Stauferzeit nach dem Konzept der sogenannten „Schöpferischen Denkmalpflege“ als neu geschaffene „nationale Weihestätte“ gestaltet. Hierbei ging es den Nationalsozialisten nicht um eine möglichst realistische Rekonstruktion, sondern um eine Glorifizierung der deutschen Geschichte und die eigene Legitimierung. Die weitgehend freie Neuschöpfung sollte durch die Verbindung traditioneller und moderner Stilelemente die „Verbundenheit des Dritten mit dem Ersten Reich zum Ausdruck bringen.“ In diesem Zusammenhang ist auch der große über zwei Stockwerke reichende „Kaisersaal“ zu sehen, den es in dieser Form auf dem mittelalterlichen Trifels nie gegeben hat.
Gegen Ende des Zweiten Weltkriegs wurden die Arbeiten für gut zehn Jahre eingestellt. Die endgültige Sanierung der Burg zog sich von 1954 bis in die 1970er Jahre hin. Sie wurde immer wieder durch weiteren Verfall der Bausubstanz sowie durch Geldknappheit verzögert. 1966 wurde der Hauptturm mit neuem Obergeschoss auf insgesamt 32 m Höhe aufgestockt und ist seither über zwei getrennte innere Treppenaufgänge als Aussichtsturm besteigbar.
Am 4. Oktober 2008 wurde in der Vorburg eine Stauferstele eingeweiht.

## Bedeutung und Rezeption
Die historische Bedeutung des Trifels wurde in den 1960er Jahren innerhalb der Briefmarkenserie Deutsche Bauwerke aus zwölf Jahrhunderten zweimal gewürdigt. Der Vergleich der Abbildungen belegt, dass vor der Gestaltung der zweiten Marke der Hauptturm erhöht wurde.
- Nachbildungen der Reichskleinodien auf dem Trifels
- Briefmarke 1965
- Briefmarke 1967
- Gedenkstein auf dem Trifels
- Moderne Stauferstele von 2008 in der Vorburg

Einer Sage nach, die der bekannteren Kyffhäusersage ähnelt, soll im Trifels ein Kaiser schlafen. Nach der ältesten Version der Sage handelt es sich um Friedrich II., in jüngeren Versionen nehmen auch Friedrich Barbarossa bzw. Karl der Große diese Rolle ein. Die inhaltlich, zeitlich und lokal unterschiedlich auftretenden Versionen der Sage haben offensichtlich alle ihren Ursprung im lange vorherrschenden Volksglauben an die Rückkehr eines Friedenskaisers.
In seinem 2013 erschienenen Roman Die Burg der Könige greift Oliver Pötzsch die einstige Bedeutung des Trifels auf und lässt die Burg in der Zeit von Reformation und Bauernkriegen noch einmal eine Hauptrolle spielen im Kampf um die politische Vorherrschaft in Europa.

## Sportklettern
Den Felsen unterhalb der Burg nutzen Sportkletterer.